# Francisco Manoel Carlos de Mello de Ficalho
Francisco Manoel Carlos de Mello de Ficalho (o Francisco Manuel de Melo Breyner, 4º comte de Ficalho) (27 de juliol de 1837 - 19 d'abril de 1903) va ser un botànic i escriptor portuguès.
Va ser membre corresponent de l'Acadèmia de les Ciències de Lisboa, dedicant-se a l'estudi de la botànica, escrivint diverses obres sobre aquesta temàtica. Va fundar el Jardí botànic, inaugurat l'any 1878, amb la col·laboració del professor João d'Andrade Corvo.

## Algunes publicacions
- luiz de Camões, francisco m.c. de Mello de Ficalho. Flora dos Lusíadas. 1880. reeditó Hiena Ed., Volumen 33 de Colecção Cão vagabundo, en 2008, 106 pp.
- Memorias sobre a influencia dos descobrimentos portuguezes no conhecimento das plantas
  - I. - Memoria sobre a Malagueta. 1883 ebook: 28055
- Plantas úteis da África portuguesa. 1884
- Garcia da Orta e o seu tempo. 1886
- Uma eleição perdida. 1888
- As viagens de Pêro da Covilhã. 1898
- As rosáceas de Portugal. 1899